# Cinque vie per l'inferno
Cinque vie per l'inferno (o 5 vie per l'inferno) (Five Gates to Hell) è un film statunitense del 1959 diretto da James Clavell.
È un film di guerra a sfondo drammatico con Dolores Michaels, Patricia Owens e Neville Brand. È ambientato nel 1950 nell'Indocina francese.

## Trama
Durante la guerra d'Indocina un gruppo di medici e di infermiere della Croce Rossa Internazionale viene imprigionato da un ufficiale vietnamita. Le infermiere vengono violentate dai soldati, mentre i medici vengono obbligati a curare un superiore dell'ufficiale. Una delle ragazze riesce però a eludere la sorveglianza, uccidendo l'ufficiale e liberando i suoi compagni.

## Produzione
Il film fu diretto, sceneggiato e prodotto da James Clavell (al suo debutto alla regia) per la 20th Century Fox Film Corporation e girato da metà giugno all'inizio di luglio 1959.

## Distribuzione
Il film fu distribuito negli Stati Uniti dalla 20th Century Fox Film Corporation con il titolo Five Gates to Hell, a partire dal 23 settembre 1959.
Altre distribuzioni:
- in Danimarca il 23 maggio 1960 (Kvinder i junglekrig)
- in Brasile (No Limiar do Inferno)
- in Finlandia (Viisi porttia helvettiin)
- in Grecia (Oi 5 pyles tis Kolaseos)
- in Italia (Cinque vie per l'inferno)
- in Germania Ovest (Fünf Tore zur Hölle)

## Critica
Secondo il Morandini è "un film di propaganda piuttosto convenzionale e intriso di umori sadici".

## Promozione
Le tagline sono:
- Women...Ravished and Shamed in War-Torn Indo-China
- five nights of shame! five days of torture! five hours to kill or be killed!